# Méthode Billings
Pour les articles homonymes, voir Billings.
La méthode Billings (appelée aussi Méthode de l'Ovulation Billings - MOB, ou Billings ovulation method) est une méthode naturelle de régulation des naissances appelée aussi méthode de planification familiale naturelle, ou encore Méthode d’Observation du Cycle/de la Fertilité. À ce titre, elle peut être utilisée pour favoriser les grossesses, comme méthode de régulation de ces dernières et in fine comme méthode de suivi de sa santé reproductive. Elle est fondée sur l'observation du cycle féminin et l'identification des périodes de fertilité par le suivi de l'état de la glaire cervicale. 
Elle a été proposée dans les années 1970 par un couple de médecins australiens, John Billings et Evelyn Billings (hr). La méthode a été validée par James Boyer Brown (en), docteur en pharmacie et étayée par les travaux d'Erik Odeblad (de). 
L'efficacité de cette méthode est élevée dans le cadre d'un respect scrupuleux des règles mais son taux d'échec peut être élevé en utilisation courante. 
C'est une des méthodes promue par l'Église catholique qui prohibe dans le même temps toute forme de contraception.

Tableau d'observation.

## Principe
Cette méthode est utilisable pour les couples qui désirent une régulation dite naturelle, fondée sur l'abstinence périodique et le dialogue. Elle peut aussi être utilisée pour les couples qui n'arrivent pas à concevoir (problème d'hypofécondité). 
Il s'agit selon la Haute Autorité de santé et l'OMS d'une méthode naturelle de contraception. Cependant, certains ouvrages la considèrent comme une alternative à la contraception,.
La méthode Billings est fondée sur l'observation et la sensation de la glaire cervicale, et uniquement celle-ci, pour permettre à tout moment à la femme de savoir si elle est en période féconde ou non. La glaire cervicale, substance sécrétée par le col de l'utérus, est un élément essentiel de la fécondité. Pendant la période de fécondité, la glaire cervicale change de composition : l'une de ses fonctions sera de neutraliser l'acidité naturelle du vagin (acidité qui est normalement spermicide et empêche la fécondation).
Les travaux du docteur Erik Odeblad (de),, ont permis d'identifier les différents rôles de la glaire durant son évolution tout au long du cycle. En plus de la neutralisation de l'acidité naturelle du vagin en période de fécondité, la glaire aura aussi pour fonction celle de protection, de conservation, de tri, de guide, de capacitation et de « nourriture » pour les spermatozoïdes. En revanche, lors des périodes infertiles la glaire change de structure et condamne l'accès à l'utérus.
La femme, que son cycle soit régulier ou non, peut déterminer directement si elle est en période féconde ou non. En périodes pré- et post-ovulatoires, la sensation de sécheresse ressentie à la vulve lui indique qu'elle est inféconde. Le premier changement dans la sensation lui indique qu'elle entre dans sa période féconde. Chaque soir la femme note ses observations sur un tableau avec soit des timbres colorés soit des symboles, ce qui lui permet de bien suivre le déroulement du cycle.

La probabilité de grossesse selon un de ses promoteurs varie selon le moment de la période fertile en fonction de la phase du cycle et du dernier jour de glaire de type fertile (J désigne le jour sommet) :

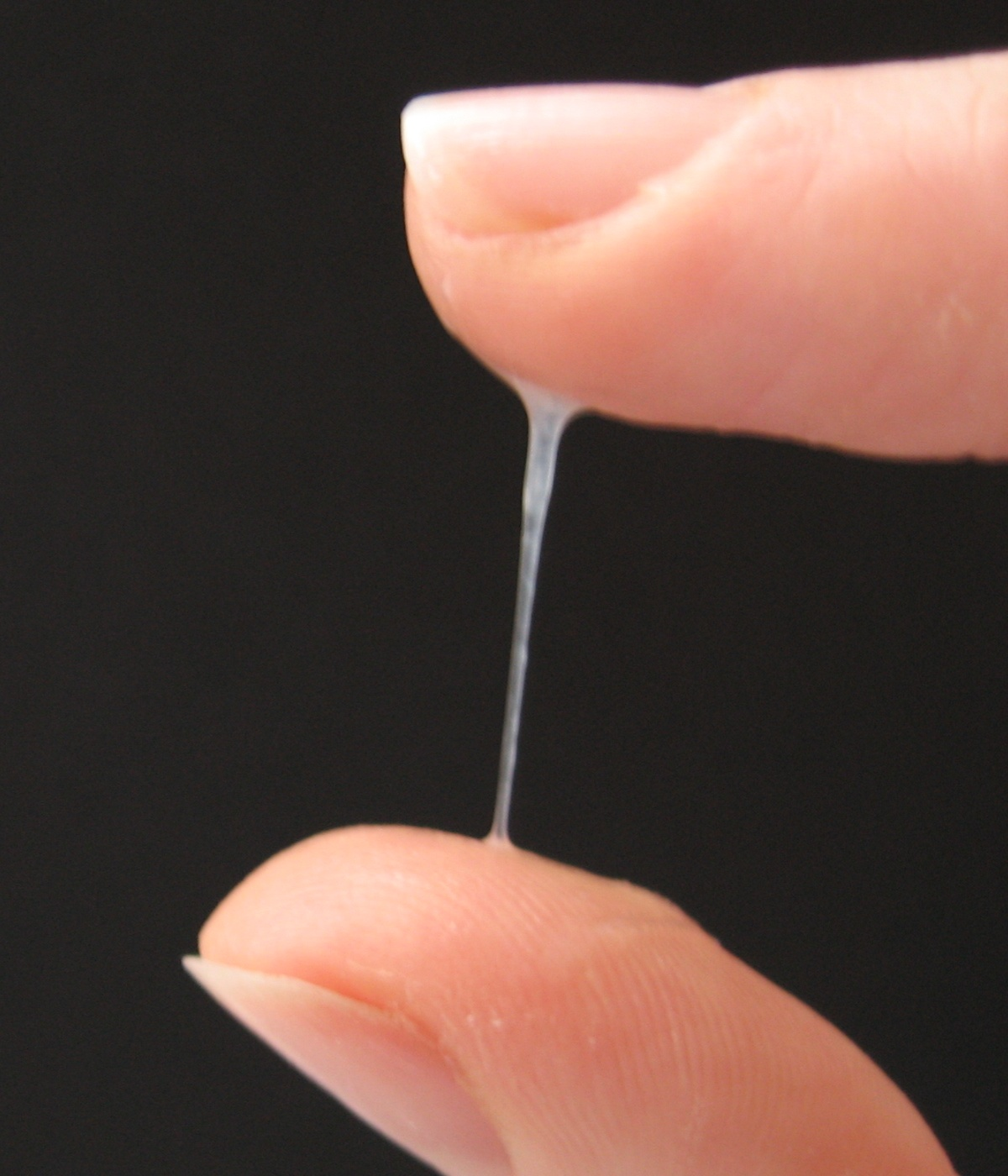
La méthode Billings repose sur la sensation de la glaire cervicale.

| Type de glaire       | Jour         | Probabilité de grossesse |
| -------------------- | ------------ | ------------------------ |
| Glaire collante      | J-4 ou avant | 2,4 %                    |
| Glaire filante       | J-4 ou avant | 35,3 %                   |
| Glaire collante      | J-3 à J-1    | 50,0 %                   |
| Glaire filante       | J-3 à J-1    | 54,6 %                   |
| Jour sommet          | J            | 66,7 %                   |
| Après sommet         | J+1          | 44,4 %                   |
| Après sommet         | J+2          | 20,5 %                   |
| Après sommet         | J+3          | 8,9 %                    |
| Hors période fertile |              | 0,4 %                    |
| Toutes phases        |              | 1,2 %                    |

## Évaluation
La méthode est applicable même quand la femme a un cycle irrégulier. L'OMS indique que 93 % des femmes (quel que soit leur pays) sont en mesure d'identifier les périodes fertile et infertile de leur cycle menstruel. Elle aurait été soutenue en 1981 par l'OMS pour son coût nul et sa facilité d'apprentissage. Des études suggèrent tout de même que la connaissance des méthodes de planification familiale naturelle par les médecins est souvent incomplète, elle est même parfois présentée de manière erronée dans des cours de gynécologie-obstétrique. 
Selon une étude rétrospective publiée par l'OMS en 2012, étude conduite en 1979 dans 5 pays, le taux de grossesse varie de 5 % à 22,5 % sur une année. Le second chiffre, jugé élevé, est attribué en partie au non-respect des règles d'utilisation. « L'étude a établi l'efficacité de la méthode lorsque les couples respectent scrupuleusement les règles, mais a également souligné le fait que les écarts par rapport aux règles et, par conséquent, les échecs étaient fréquents. »
Une autre étude menée en Inde abouti à une défaillance de la méthode de 1,5 % (plus ou moins 0,3 %) en utilisation parfaite, mais de 15,9 % (plus ou moins 0,8 %) en pratique.
L'efficacité théorique de la méthode est élevée, mais en utilisation typique, le taux de grossesse va de 1 % à 22 %. Une étude de l'OMS de 1981 a trouvé que pour 100 femmes utilisant cette méthode, 22,3 % tombaient enceinte après 13 cycles, dont 15,4 % à la suite d'un abandon de la méthode,. En usage parfait, le taux de grossesse est évalué de 0,5 à 3 %,. Certaines études sur l'usage parfait ont exclu celles qui ne pouvaient pas détecter les sécrétions signe de fécondité.